# Động đất Nuweiba 1995
Động đất Nuweiba 1995 (tiếng Ả Rập: زلزال العقبة 1995) là trận động đất xảy ra vào lúc 6:15 (theo giờ địa phương), ngày 22 tháng 11 năm 1995. Trận động đất có cường độ 7.3 độ Richter, tâm chấn độ sâu khoảng 18 km. Hậu quả trận động đất đã làm 9–12 người chết, 30–69 người bị thương.